# Karl Hans Albrecht
Karl Hans Albrecht (* 19. November 1919 in Trier; † 27. Mai 1965 in Evendorf) war ein deutscher Politiker der SPD.

## Leben und Beruf
Karl Hans Albrecht wurde in Trier als Sohn eines Polizisten geboren. Aufgrund einer Versetzung seines Vaters wuchs er in Brandenburg an der Havel auf. Nachdem Albrechts Vater nach der Machtergreifung der Nationalsozialisten 1933 aus der Polizei ausschied, zog die Familie nach Dillingen/Saar. Am 16. August 1938 beantragte er die Aufnahme in die NSDAP und wurde zum 1. September 1939 aufgenommen (Mitgliedsnummer 7.127.166). Nach dem Abitur nahm er ein Studium an der Technischen Hochschule Darmstadt auf, das er als Bauingenieur abschloss. Anschließend war er als Architekt tätig. Nach dem Zweiten Weltkrieg zog er zunächst nach Wiesloch und dann nach Leimen, wo er bis zu seinem Tode lebte. Albrecht war zudem ehrenamtliches Vorstandsmitglied der Volksbank Leimen und Bundesvorsitzender des Bundes Deutscher Baumeister. Er starb bei einem Verkehrsunfall in einem Baustellenbereich bei Evendorf in der Lüneburger Heide.
Albrecht war verheiratet und Vater einer Tochter. Nach ihm war das Karl-Hans-Albrecht-Haus, ein Studentenwohnheim in Karlsruhe, benannt, welches mittlerweile aber umbenannt wurde.

## Politik
Albrecht trat in der unmittelbaren Nachkriegszeit der SPD bei. Innerparteilich war er Kreisvorsitzender der SPD im Landkreis Heidelberg. Dort war er auch Mitglied des Kreisrates. Zudem gehörte er dem Gemeinderat von Leimen an. Von 1960 bis zu seinem Tode war er Mitglied des baden-württembergischen Landtags, der ihn bereits zuvor zum Mitglied der Bundesversammlung 1954 gewählt hatte. Dabei wurde er sowohl 1960 als auch 1964 über ein Zweitmandat im Wahlkreis Heidelberg-Land gewählt. Im Landtag beschäftigte er sich vor allem mit Fragen des Bauwesens. So lehnte er in einer Landtagsdebatte am 22. April 1961 die Pläne der damaligen Bundesregierung, zur Konjunkturdämpfung einen Baugenehmigungsstopp zu erlassen, für die SPD-Fraktion ab, weil sonst das Wohnungsbauprogramm des Landes gefährdet werde.